# 4-methoxybenzoëzuur
4-methoxybenzoëzuur of p-anijszuur (INCI-benaming: p-anisic acid) is een carbonzuur dat aangetroffen wordt in de etherische olie van verschillende planten, waaronder anijs en venkel. Het is een witte, kristallijne vaste stof die slecht oplosbaar is in water. Het zuur heeft antiseptische eigenschappen en kent verschillende toepassingen in onder meer de cosmetica-industrie en de voedingsnijverheid.

## Synthese
Etherische oliën van planten bevatten niet genoeg p-anijszuur om als plantaardige bron van de stof te kunnen dienen.
Een alternatieve, plantaardige bron van p-anijszuur is anethol, dat kan geoxideerd worden tot 4-methoxybenzoëzuur.
De stof wordt ook bereid langs petrochemische weg, als een derivaat van cresol; bijvoorbeeld door de Grignardreactie tussen 4-methoxyfenylmagnesiumbromide en koolstofdioxide.

## Toepassingen
4-methoxybenzoëzuur kent verscheidene toepassingen:
- Aromastof of maskerende stof in voedingsmiddelen en cosmetische stoffen. In diervoedigsmiddelen is de stof sinds 2013 in de Europese Unie niet meer toegestaan.[4]
- pH-regelaar in cosmetische stoffen
- Antiseptische stof in huid- en haarverzorgingsproducten
- Insectafwerende stof
- Intermediaire stof in de synthese van andere verbindingen zoals kleurstoffen, geneesmiddelen, parfums en landbouwchemicaliën.